# Gare de Marquette
La gare de Marquette était une gare ferroviaire française de la ligne de La Madeleine à Comines-France, située sur le territoire de la commune de Marquette-lez-Lille, dans le département du Nord en région Hauts-de-France. 
Il s'agissait une halte voyageurs de la Société nationale des chemins de fer français (SNCF) desservie par des trains TER Hauts-de-France.

## Situation ferroviaire
Établie à 19 mètres d'altitude, la gare de Marquette est située au point kilométrique (PK) 8,102 de la ligne de La Madeleine à Comines-France, entre les gares ouvertes de La Madeleine et de Wambrechies.

## Service des voyageurs

### Accueil
Arrêt Routier

### Intermodalité
Un parking pour les véhicules y est aménagé. Elle est desservie par des bus du réseau Ilévia (lignes : Liane 1, 77R, 907 et 923)